# NFC East
Pour les articles homonymes, voir AFC.
La National Football Conférence – Eastern Division, NFC East en abrégé ou « NFC Est » en français, est une des quatre divisions de la National Football Conference (NFC), elle même conférence de la National Football League (NFL), ligue professionnelle de football américain aux États-Unis.
La division est actuellement composée de quatre franchises : 
- les Cowboys de Dallas,
- les Giants de New York,
- les Eagles de Philadelphie,
- les Commanders de Washington (ex Redskins et Washington Fotball Team).

La division est formée en 1967 et porte le nom de Capitol Division, toutes les divisions de la NFL de l'époque débutant par la lettre "C". La division est ainsi nommée parce qu'elle était centrée sur la capitale des États-Unis, Washington, DC.
En 1967 et 1969, les équipes de la NFL Capitol Division étaient Dallas, Philadelphie, Washington et l'équipe d'expansion des Saints de La Nouvelle Orléans. Ces derniers sont remplacés provisoirement par les Giants de New York lors de la saison 1968 et définitivement dès la saison 1970.
En 2019, la NFC East est la seule division de la ligue dans laquelle les quatre équipes actuelles comptent au moins une victoire au Super Bowl.

## Histoire
La NFC East n'est pas une division créée sur base de la position géographique de ses équipes. Alors que les Giants de New York, les Eagles de Philadelphie, et les Redskins de Washington sont basés sur la côte Est des États-Unis, les Cowboys de Dallas et les Cardinals de St. Louis (devenus plus tard les Cardinals de Phoenix, et les Cardinals de l'Arizona) sont géographiquement situés plus à l'ouest.
La composition de la division peut s'expliquer parce que :
- Les Cowboys n'étaient situés qu'à l'est de deux équipes de la NFC basées à l'extérieur de la division Est (les Rams et les 49ers de la NFC West) ;
- Les Cardinals étaient à l'est d'une autre équipe, les Vikings de la Central Division;
- Les Buccaneers de Tampa Bay rejoignent la Central Division comme franchise d'expansion en 1976 et sont localisés à l'est de Dallas et de St-Louis;
- Les Cardinals se relocalisent à Phoenix en 1988 et restent dans la NFC East jusqu'en 2001. Ils sont donc localisés à l'ouest des autres équipes de la conférence NFC à l'exception des Rams et des 49ers;
- Les Rams se relocalisent de Los Angeles vers St-Louis en 1995 et restent dans l'Ouest tandis que les Panthers de la Caroline rejoignent la NFC West comme franchise d'expansion la même année.

Les Cardinals et les Cowboys étaient donc entre 1995 et 2001, les deux franchises NFC situées plus à l'ouest que toutes les autres équipes de la conférence à l'exception des 49ers.

## Généralités
Les équipes NFC East forment la division avec le meilleur palmarès de la NFL depuis la fusion AFL-NFL en 1970 puisqu'elles totalisent 21 titres de conférence NFC et 13 victoires au Super Bowl. La division présente un certain nombre de rivalités importantes telles que la rivalité Cowboys-Eagles, la rivalité Cowboys-Washington et la rivalité Eagles-Giants. Étant donné que les équipes de la division se trouvent sur certains des plus grands marchés médiatiques des États-Unis (New York en no 1, Philadelphie en no 4, Dallas-Fort Worth en no 5 et Washington en no 9), le NFC East est fortement couverte par les médias sportifs nationaux.
Au début des années 1990, la division a remporté quatre Super Bowls consécutifs, tous remportés contre les Bills de Buffalo, les Giants et Washington remportant respectivement les Super Bowls XXV et XXVI  et les Cowboys gagnant les Super Bowls XXVII et XXVIII.
De la saison 1986 à  celle de 1995, ces trois mêmes équipes ont remporté sept Super Bowls sur dix, les trois autres étant remportés par les 49ers.
Les Eagles sont la dernière équipe de la division à avoir remporté un Super Bowl en battant les Chiefs de Kansas City 40 à 22 lors du Super Bowl LIX.
La NFC East a été la première division depuis le réalignement de 2002 à envoyer 3 équipes en série éliminatoire, à l'issue de la saison 2006 avec le vainqueur de la division (Philadelphie) et les deux places de Wild Card attribuées à Dallas et New York.
Les Eagles de Philadelphie sont la seule équipe de la NFC East à jouer dans la ville du même nom que l'équipe. Les trois autres jouent dans les banlieues des grandes villes dont elles portent le nom. Les Cowboys de Dallas jouent à Arlington au Texas et sont la seule équipe de la division qui n'est pas basée dans le fuseau horaire de l'Est (ils sont basés dans le fuseau horaire Central). Les Commanders de Washington jouent à Landover dans le Maryland et les Giants de New York jouent à East Rutherford dans le New Jersey où ils partagent le MetLife Stadium avec les Jets de New York.

## Ligne du temps
| NFL Eastern Conf. Capitol Division | NFL Eastern Conf. Capitol Division | NFL Eastern Conf. Capitol Division | Division NFC East[B]        | Division NFC East[B]        | Division NFC East[B]        | Division NFC East[B]        | Division NFC East[B]        | Division NFC East[B]        | Division NFC East[B]        | Division NFC East[B]        | Division NFC East[B]        | Division NFC East[B]        | Division NFC East[B]        | Division NFC East[B]        | Division NFC East[B]        | Division NFC East[B]        | Division NFC East[B]        | Division NFC East[B]        | Division NFC East[B]        | Division NFC East[B]        | Division NFC East[B] | Division NFC East[B] | Division NFC East[B] | Division NFC East[B] | Division NFC East[B] | Division NFC East[B] | Division NFC East[B]      | Division NFC East[B]      | Division NFC East[B]      | Division NFC East[B]      | Division NFC East[B]      | Division NFC East[B]      |                    |
| ---------------------------------- | ---------------------------------- | ---------------------------------- | --------------------------- | --------------------------- | --------------------------- | --------------------------- | --------------------------- | --------------------------- | --------------------------- | --------------------------- | --------------------------- | --------------------------- | --------------------------- | --------------------------- | --------------------------- | --------------------------- | --------------------------- | --------------------------- | --------------------------- | --------------------------- | -------------------- | -------------------- | -------------------- | -------------------- | -------------------- | -------------------- | ------------------------- | ------------------------- | ------------------------- | ------------------------- | ------------------------- | ------------------------- | ------------------ |
| Années 1900                        |                                    |                                    |                             |                             |                             |                             |                             |                             |                             |                             |                             |                             |                             |                             |                             |                             |                             |                             |                             |                             |                      |                      |                      |                      |                      |                      |                           |                           |                           |                           |                           |                           |                    |
| 67[A]                              | 68                                 | 69                                 | 70                          | 71                          | 72                          | 73                          | 74                          | 75                          | 76                          | 77                          | 78                          | 79                          | 80                          | 81                          | 82                          | 83                          | 84                          | 85                          | 86                          | 87                          | 88                   | 89                   | 90                   | 91                   | 92                   | 93                   | 94                        | 95                        | 96                        | 97                        | 98                        | 99                        |                    |
| DAL                                | DAL                                | DAL                                | DAL                         | DAL                         | WAS                         | DAL                         | ST-L                        | DAL                         | DAL                         | DAL                         | DAL                         | DAL                         | PHI                         | DAL                         | WAS                         | WAS                         | WAS                         | DAL                         | NYG                         | WAS                         | PHI                  | NYG                  | NYG                  | WAS                  | DAL                  | DAL                  | DAL                       | DAL                       | DAL                       | NYG                       | DAL                       | WAS                       |                    |
| Cowboys de Dallas                  |                                    |                                    |                             |                             |                             |                             |                             |                             |                             |                             |                             |                             |                             |                             |                             |                             |                             |                             |                             |                             |                      |                      |                      |                      |                      |                      |                           |                           |                           |                           |                           |                           |                    |
| Eagles de Philadelphie             |                                    |                                    |                             |                             |                             |                             |                             |                             |                             |                             |                             |                             |                             |                             |                             |                             |                             |                             |                             |                             |                      |                      |                      |                      |                      |                      |                           |                           |                           |                           |                           |                           |                    |
| Redskins de Washington             |                                    |                                    |                             |                             |                             |                             |                             |                             |                             |                             |                             |                             |                             |                             |                             |                             |                             |                             |                             |                             |                      |                      |                      |                      |                      |                      |                           |                           |                           |                           |                           |                           |                    |
| Saints                             | NYG                                | Saints                             | Giants de New York          | Giants de New York          | Giants de New York          | Giants de New York          | Giants de New York          | Giants de New York          | Giants de New York          | Giants de New York          | Giants de New York          | Giants de New York          | Giants de New York          | Giants de New York          | Giants de New York          | Giants de New York          | Giants de New York          | Giants de New York          | Giants de New York          | Giants de New York          | Giants de New York   | Giants de New York   | Giants de New York   | Giants de New York   | Giants de New York   | Giants de New York   | Giants de New York        | Giants de New York        | Giants de New York        | Giants de New York        | Giants de New York        | Giants de New York        | Giants de New York |
|                                    |                                    |                                    | Cardinals de Saint-Louis[C] | Cardinals de Saint-Louis[C] | Cardinals de Saint-Louis[C] | Cardinals de Saint-Louis[C] | Cardinals de Saint-Louis[C] | Cardinals de Saint-Louis[C] | Cardinals de Saint-Louis[C] | Cardinals de Saint-Louis[C] | Cardinals de Saint-Louis[C] | Cardinals de Saint-Louis[C] | Cardinals de Saint-Louis[C] | Cardinals de Saint-Louis[C] | Cardinals de Saint-Louis[C] | Cardinals de Saint-Louis[C] | Cardinals de Saint-Louis[C] | Cardinals de Saint-Louis[C] | Cardinals de Saint-Louis[C] | Cardinals de Saint-Louis[C] | Cardinals de Phoenix | Cardinals de Phoenix | Cardinals de Phoenix | Cardinals de Phoenix | Cardinals de Phoenix | Cardinals de Phoenix | Cardinals de l'Arizona[D] | Cardinals de l'Arizona[D] | Cardinals de l'Arizona[D] | Cardinals de l'Arizona[D] | Cardinals de l'Arizona[D] | Cardinals de l'Arizona[D] |                    |

| Division NFC East [D] | Division NFC East [D]  | Division NFC East [D]  | Division NFC East [D]  | Division NFC East [D]  | Division NFC East [D]  | Division NFC East [D]  | Division NFC East [D]  | Division NFC East [D]  | Division NFC East [D]  | Division NFC East [D]  | Division NFC East [D]  | Division NFC East [D]  | Division NFC East [D]  | Division NFC East [D]  | Division NFC East [D]  | Division NFC East [D]  | Division NFC East [D]  | Division NFC East [D]  | Division NFC East [D]  | Division NFC East [D] | Division NFC East [D] | Division NFC East [D] | Division NFC East [D] | Division NFC East [D] | Division NFC East [D] |
| --- | ---------------------- | ---------------------- | ---------------------- | ---------------------- | ---------------------- | ---------------------- | ---------------------- | ---------------------- | ---------------------- | ---------------------- | ---------------------- | ---------------------- | ---------------------- | ---------------------- | ---------------------- | ---------------------- | ---------------------- | ---------------------- | ---------------------- | --------------------- | --------------------- | --------------------- | --------------------- | --------------------- | --------------------- |
| Années 2000 |                        |                        |                        |                        |                        |                        |                        |                        |                        |                        |                        |                        |                        |                        |                        |                        |                        |                        |                        |                       |                       |                       |                       |                       |                       |
| 00 | 01                     | 02                     | 03                     | 04                     | 05                     | 06                     | 07                     | 08                     | 09                     | 10                     | 11                     | 12                     | 13                     | 14                     | 15                     | 16                     | 17                     | 18                     | 19                     | 20                    | 21                    | 22                    | 23                    | 24                    | 25                    |
| NYG | PHI                    | PHI                    | PHI                    | PHI                    | NYG                    | PHI                    | NYG                    | NYG                    | DAL                    | PHI                    | NYG                    | WAS                    | PHI                    | DAL                    | WAS                    | DAL                    | PHI                    | DAL                    | PHI                    | WAS                   | DAL                   | PHI                   | DAL                   | PHI                   |                       |
| Cowboys de Dallas |                        |                        |                        |                        |                        |                        |                        |                        |                        |                        |                        |                        |                        |                        |                        |                        |                        |                        |                        |                       |                       |                       |                       |                       |                       |
| Eagles de Philadelphie |                        |                        |                        |                        |                        |                        |                        |                        |                        |                        |                        |                        |                        |                        |                        |                        |                        |                        |                        |                       |                       |                       |                       |                       |                       |
| Redskins de Washington | Redskins de Washington | Redskins de Washington | Redskins de Washington | Redskins de Washington | Redskins de Washington | Redskins de Washington | Redskins de Washington | Redskins de Washington | Redskins de Washington | Redskins de Washington | Redskins de Washington | Redskins de Washington | Redskins de Washington | Redskins de Washington | Redskins de Washington | Redskins de Washington | Redskins de Washington | Redskins de Washington | Redskins de Washington | WFT                   | WFT                   | CdW                   | CdW                   | CdW                   | CdW                   |
| Giants de New York |                        |                        |                        |                        |                        |                        |                        |                        |                        |                        |                        |                        |                        |                        |                        |                        |                        |                        |                        |                       |                       |                       |                       |                       |                       |
| Arizona |                        |                        |                        |                        |                        |                        |                        |                        |                        |                        |                        |                        |                        |                        |                        |                        |                        |                        |                        |                       |                       |                       |                       |                       |                       |
| Équipe championne de division -- Une équipe de la NFC East remporte le Super Bowl -- Une équipe de la division remporte la finale de conférence NFC |                        |                        |                        |                        |                        |                        |                        |                        |                        |                        |                        |                        |                        |                        |                        |                        |                        |                        |                        |                       |                       |                       |                       |                       |                       |

A  L'Eastern Conference était divisée entre deux divisions, la Capitol et la Century. Dallas, Philadelphie et Washington sont versés dans la Capitol ainsi que les Saints de La Nouvelle Orléans.
B  La division Capitol devient la NFC East, les Saints sont versés dans la NFC West tandis que les Giants de New York et les Cardinals de Saint Louis rejoignent la NFC East qui passe à cinq équipes.
C  La franchise des Cardinals de St. Louis déménage à Phoenix en 1988. L'équipe change de nom et devient les Cardinals de Phoenix et les Cardinals de l'Arizona en 1994.
D  Arizona passe dans la NFC West lorsque la NFL est réalignée en huit divisions de quatre équipes avant le début de la saison 2002.

## Palmarès des champions de division
Chaque équipe de la NFC East ont remporté au moins un Super Bowl, les Cowboys (5), les Giants (4), les Redskins/WFT/Commanders (3) et les Eagles (1). Si l'on tient compte des résultats NFL avant l'ère duSuper Bowl, les Giants comptent huit (8) titres nationaux, les Cowboys et les Redskins/WFT/Commanders cinq (5) et les Eagles quatre (4).
Trois équipes ont remporté l'ensemble des matchs entre rivaux de division, les Cowboys de 1969 (6-0 en Division Capitol) et ensuite en NFC East, les Cowboys de 1998 (8-0, 5 équipes), les Eagles de 2004 (6–0) et les Cowboys de 2021 (6–0).

### NFL Capitol
Légende :
- Champion de la NFL
- Vainqueur du Super Bowl
- Finaliste du Super Bowl
- (X) : Nombre de participations de la franchise en séries éliminatoires

| Saison | Franchise         | Bilan  | Résultats en séries éliminatoires                                                                                 |
| ------ | ----------------- | ------ | --- |
| 1967   | Cowboys de Dallas | 9-5    | Victoire finale de conférence (Browns) 52–14 Défaite en finale de la NFL (avant fusion AFL-NFL) (@ Packers) 17–21 |
| 1968   | Cowboys de Dallas | 12-2   | Défaite en finale de conférence (Browns) 20–31                                                                    |
| 1969   | Cowboys de Dallas | 11-2-1 | Défaite en finale de conférence (Browns) 14–38                                                                    |

### NFC East
| Saison               | Franchise                    | Bilan  | Résultats en séries éliminatoires |
| -------------------- | ---------------------------- | ------ | --- |
| NFC East (5 équipes) |                              |        | |
| 1970                 | Cowboys de Dallas            | 10-4   | Victoire lors du tour de division (Lions) 5–0 Victoire en finale de conférence NFC (@ 49ers) 17–10 Défaite au Super Bowl V (Colts) 13–16                                                                     |
| 1971                 | Cowboys de Dallas            | 11-3   | Victoire lors du tour de division (@ Vikings) 20–12 Victoire en finale de conférence NFC (49ers) 14–3 Victoire au Super Bowl VI (Dolphins) 24–3                                                              |
| 1972                 | Redskins de Washington       | 11-3   | Victoire lors du tour de division (Packers) 16–3 Victoire en finale de conférence NFC (Cowboys) 26–3 Défaite au Super Bowl VII (Dolphins) 7–14                                                               |
| 1973                 | Cowboys de Dallas            | 10-4   | Victoire lors du tour de division (Rams) 27–16 Défaite en finale de conférence NFC (Vikings) 10–27 |
| 1974                 | Cardinals de Saint-Louis     | 10-4   | Défaite lors du tour de division (@ Vikings) 14–30 |
| 1975                 | Cardinals de Saint-Louis (2) | 11-3   | Défaite lors du tour de division (@ Rams) 23–35 |
| 1976                 | Cowboys de Dallas            | 11-3   | Défaite lors du tour de division (Rams) 12–14 |
| 1977                 | Cowboys de Dallas            | 12-2   | Victoire en série éliminatoire - (tour de division (Bears) 37–7 Victoire en finale de conférence NFC (Vikings) 23–6 Victoire au Super Bowl XII (@ Broncos) 27–10                                             |
| 1978                 | Cowboys de Dallas            | 12-4   | Victoire en série éliminatoire - (tour de division (Falcons) 27–20 Victoire en finale de conférence NFC (@ Rams) 28–0 Défaite au Super Bowl XIII (Steelers) 31–35                                            |
| 1979                 | Cowboys de Dallas            | 11-5   | Défaite lors du tour de division (Rams) 19–21 |
| 1980                 | Eagles de Philadelphie       | 12-4   | Victoire lors du tour de division (Vikings) 31–16 Victoire en finale de conférence NFC (Cowboys) 20–7 Défaite au Super Bowl XV (Raiders) 10–27                                                               |
| 1981                 | Cowboys de Dallas            | 12-4   | Victoire lors du tour de division (Buccaneers) 38–0 Défaite en finale de conférence NFC (@ 49ers) 27–28 |
| 1982                 | Redskins de Washington       | 08–1   | Victoire lors du 1er tour (Lions) 31–7 Victoire lors du 2e tour (Vikings) 21–7 Victoire en finale de conférence NFC (Cowboys) 31–17 Victoire au Super Bowl XVII (Dolphins) 27–17                             |
| 1983                 | Redskins de Washington       | 14-2   | Victoire lors du tour de division (Rams) 51–7 Victoire en finale de conférence NFC (49ers) 24–21 Défaite au Super Bowl XVIII (Raiders) 9–38                                                                  |
| 1984                 | Redskins de Washington       | 11-5   | Défaite lors du tour de division (Bears) 19–23 |
| 1985                 | Cowboys de Dallas            | 10-6   | Défaite lors du tour de division (@ Rams) 0–20 |
| 1986                 | Giants de New York           | 14-2   | Victoire lors du tour de division (49ers) 49–3 Victoire en finale de conférence NFC (Redskins) 17–0 Victoire au Super Bowl XXI (Broncos) 39–20                                                               |
| 1987                 | Redskins de Washington       | 11-4   | Victoire lors du tour de division (@ Bears) 21–17 Victoire en finale de conférence NFC (Vikings) 17–10 Victoire au Super Bowl XXII (Broncos) 42–10                                                           |
| 1988                 | Eagles de Philadelphie       | 10-6   | Défaite lors du tour de division (@ Bears) 12–20 |
| 1989                 | Giants de New York           | 12-4   | Défaite lors du tour de division (Rams) 13–19 (ET) |
| 1990                 | Giants de New York           | 13-3   | Victoire lors du tour de division (Bears) 31–3 Victoire en finale de conférence NFC (@ 49ers) 15–13 Victoire au Super Bowl XXV (Bills) 20–19                                                                 |
| 1991                 | Redskins de Washington       | 14-2   | Victoire lors du tour de division (Falcons) 24–7 Victoire en finale de conférence NFC (Lions) 41–10 Victoire au Super Bowl XXVI (Bills) 37–24                                                                |
| 1992                 | Cowboys de Dallas            | 13-3   | Victoire lors du tour de division (Eagles) 34–10 Victoire en finale de conférence NFC (@ 49ers) 30–20 Victoire au Super Bowl XXVII (Bills) 52–17                                                             |
| 1993                 | Cowboys de Dallas            | 12-4   | Victoire lors du tour de division (Packers) 27–17 Victoire en finale de conférence NFC (49ers) 38–21 Victoire au Super Bowl XXVIII (Bills) 30–13                                                             |
| 1994                 | Cowboys de Dallas            | 12-4   | Victoire lors du tour de division (Packers) 35–9 Défaite en finale de conférence NFC (@ 49ers) 28–38 |
| 1995                 | Cowboys de Dallas            | 12-4   | Victoire lors du tour de division (Eagles) 30–11 Victoire en finale de conférence NFC (Packers) 38–27 Victoire au Super Bowl XXX (Steelers) 27–17                                                            |
| 1996                 | Cowboys de Dallas            | 10-6   | Victoire lors du tour de Wild Card (Vikings) 40–15 Défaite lors du tour de division (@ Panthers) 17–26 |
| 1997                 | Giants de New York           | 10-5-1 | Défaite lors du tour de Wild Card (Vikings) 22–23 |
| 1998                 | Cowboys de Dallas            | 10-6   | Défaite lors du tour de Wild Card (Cardinals) 7–20 |
| 1999                 | Redskins de Washington       | 10-6   | Victoire lors du tour de Wild Card (Lions) 27–13 Défaite lors du tour de tour de division (@ Buccaneers) 13–14                                                                                               |
| 2000                 | Giants de New York           | 12-4   | Victoire lors du tour de tour de division (Eagles) 20–10 Victoire en finale de conférence NFC (Vikings) 41–0 Défaite au Super Bowl XXXV (Ravens) 7–34                                                        |
| 2001                 | Eagles de Philadelphie       | 11-5   | Victoire lors du tour de Wild Card (Buccaneers) 31–9 Victoire lors du tour de division (@ Bears) 33–19 Défaite en finale de conférence NFC (@ Rams) 24–29                                                    |
| NFC East (4 équipes) |                              |        | |
| 2002                 | Eagles de Philadelphie       | 12-4   | Victoire lors du tour de division (Falcons) 20–6 Défaite en finale de conférence NFC (Buccaneers) 10–27 |
| 2003                 | Eagles de Philadelphie       | 12-4   | Victoire lors du tour de division (Packers) 20–17 (ET) Défaite en finale de conférence NFC (Panthers) 3–14                                                                                                   |
| 2004                 | Eagles de Philadelphie       | 13-3   | Victoire lors du tour de division (Vikings) 27–14 Victoire en finale de conférence NFC (Falcons) 27–10 Défaite au Super Bowl XXXIX (Patriots) 21–24                                                          |
| 2005                 | Giants de New York           | 11-5   | Défaite lors du tour de Wild Card (Panthers) 0–23 |
| 2006                 | Eagles de Philadelphie       | 10-6   | Victoire lors du tour de Wild Card (Giants) 23–20 Défaite lors du tour de division (@ Saints) 24–27 |
| 2007                 | Cowboys de Dallas            | 13-3   | Défaite lors du tour de division (Giants) 17–21 |
| 2008                 | Giants de New York           | 12-4   | Défaite lors du tour de division (Eagles) 11–23 |
| 2009                 | Cowboys de Dallas            | 11-5   | Victoire lors du tour de Wild Card (Eagles) 34–14 Défaite lors du tour de division (@ Vikings) 3–34 |
| 2010                 | Eagles de Philadelphie       | 10-6   | Défaite lors du tour de Wild Card (Packers) 16–21 |
| 2011                 | Giants de New York (8)       | 09–7   | Victoire lors du tour de Wild Card (Falcons) 24–2 Victoire lors du tour de division (@ Packers) 37–20 Victoire en finale de conférence NFC (@ 49ers) 20–17 (OT) Victoire au Super Bowl XLVI (Patriots) 21–17 |
| 2012                 | Redskins de Washington       | 10-6   | Défaite lors du tour de Wild Card (Seahawks) 14–24 |
| 2013                 | Eagles de Philadelphie       | 10-6   | Défaite lors du tour de Wild Card (Saints) 24–26 |
| 2014                 | Cowboys de Dallas            | 12-4   | Victoire lors du tour de Wild Card (Lions) 24–20 Défaite lors du tour de tour de division (@ Packers) 21–26                                                                                                  |
| 2015                 | Redskins de Washington       | 09–7   | Défaite lors du tour de Wild Card (Packers) 18–35 |
| 2016                 | Cowboys de Dallas            | 13-3   | Défaite lors du tour de division (Packers) 31–34 |
| 2017                 | Eagles de Philadelphie       | 13-3   | Victoire lors du tour de division (Falcons) 15–10 Victoire en finale de conférence NFC (Vikings) 38–7 Victoire au Super Bowl LII (Patriots) 41–33                                                            |
| 2018                 | Cowboys de Dallas            | 10-6   | Victoire lors du tour de Wild Card (Seahawks) 24–22 Défaite lors du tour de division (@ Rams) 22–30 |
| 2019                 | Eagles de Philadelphie       | 09–7   | Défaite lors du tour de Wild Card (Seahawks) 9–17 |
| 2020                 | Washington Football Team (9) | 07–9   | Défaite lors du tour de Wild Card (Buccaneers) 23–31 |
| 2021                 | Cowboys de Dallas            | 12–5   | Défaite lors du tour de Wild Card (49ers) 17–23 |
| 2022                 | Eagles de Philadelphie       | 14–3   | Victoire lors du tour de division (Giants) 38-7 Victoire en finale de conférence NFC (49ers) 31-7 Défaite au Super Bowl LVII (vs. Chiefs) 35-38                                                              |
| 2023                 | Cowboys de Dallas (25)       | 12–5   | Défaite lors du tour de Wild Card (Packers) 32–48 |
| 2024                 | Eagles de Philadelphie (13)  | 14-3   | Victoire lors du tour de Wild Card (Packers) 22-10 Victoire lors du tour de division (Rams) 28-22 Victoire en finale de conférence NFC (Commanders) 55-23 Victoire au Super Bowl LIX (Chiefs) 40-22          |

## Palmarès des qualifiés Wild Card
Légende :
- Vainqueur du Super Bowl
- Finaliste du Super Bowl

| Saison               | Franchise                 | Bilan | Résultats en séries éliminatoires |
| -------------------- | ------------------------- | ----- | --- |
| NFC East (5 équipes) |                           |       | |
| 1971                 | Redskins de Washington    | 9–4–1 | Défaite lors du tour de division (@ 49ers) 20–24 |
| 1972                 | Cowboys de Dallas         | 10–4  | Victoire lors du tour de division (@ 49ers) 30–28 Défaite en finale de conférence NFC (@ Redskins) 3–26 |
| 1973                 | Redskins de Washington    | 10–4  | Défaite lors du tour de division (@ Vikings) 20–27 |
| 1974                 | Redskins de Washington    | 10–4  | Défaite lors du tour de division (@ Rams) 10–19 |
| 1975                 | Cowboys de Dallas         | 10–4  | Victoire lors du tour de division (@ Vikings) 17–14 Victoire en finale de conférence NFC (@ Rams) 37–7 Défaite Super Bowl X (Steelers) 17–21                                                                      |
| 1976                 | Redskins de Washington    | 10–4  | Défaite lors du tour de division (@ Vikings) 20–35 |
| 1978                 | Eagles de Philadelphie    | 09–7  | Défaite lors du tour de Wild Card (@ Falcons) 13–14 |
| 1979                 | Eagles de Philadelphie    | 11–5  | Victoire lors du tour de Wild Card (Bears) 27–17 Défaite lors du tour de division (@ Buccaneers) 17–24 |
| 1980                 | Cowboys de Dallas         | 12–4  | Victoire lors du tour de Wild Card (Rams) 34–13 Victoire lors du tour de division (@ Falcons) 30–27 Défaite en finale de conférence NFC (@ Eagles) 7–20                                                           |
| 1981                 | Eagles de Philadelphie    | 10–6  | Défaite lors du tour de Wild Card (Giants) 21–27 |
| 1981                 | Giants de New York        | 09–7  | Victoire lors du tour de Wild Card (@ Eagles) 27–21 Défaite lors du tour de division (@ 49ers) 24–38 |
| 1982                 | Cowboys de Dallas         | 06–3  | Victoire en premier tour de la série éliminatoire (Buccaneers) 30–17 Victoire en deuxième tour de la série éliminatoire (Packers) 37–26 Défaite en finale de conférence NFC (@ Redskins) 17–31                    |
| 1982                 | Cardinals de Saint Louis  | 05–4  | Défaite First Round playoffs (@ Packers) 16–41 |
| 1983                 | Cowboys de Dallas         | 12–4  | Défaite lors du tour de Wild Card (Rams) 17–24 |
| 1984                 | Giants de New York        | 09–7  | Victoire lors du tour de Wild Card (@ Rams) 16–13 Défaite lors du tour de division (@ 49ers) 10–21 |
| 1985                 | Giants de New York        | 10–6  | Victoire lors du tour de Wild Card (49ers) 17–3 Défaite lors du tour de division (@ Bears) 0–21 |
| 1986                 | Redskins de Washington    | 12–4  | Victoire lors du tour de Wild Card (Rams) 19–7 Victoire lors du tour de division (@ Bears) 27–13 Défaite en finale de conférence NFC (@ Giants) 0–17                                                              |
| 1989                 | Eagles de Philadelphie    | 11–5  | Défaite lors du tour de Wild Card (Rams) 7–21 |
| 1990                 | Eagles de Philadelphie    | 10–6  | Défaite lors du tour de Wild Card (Redskins) 6–20 |
| 1990                 | Redskins de Washington    | 10–6  | Victoire lors du tour de Wild Card(@ Eagles) 20–6 Défaite lors du tour de division (@ 49ers) 10–28 |
| 1991                 | Cowboys de Dallas         | 11–5  | Victoire lors du tour de Wild Card (@ Bears) 17–13 Défaite lors du tour de division (@ Lions) 6–38 |
| 1992                 | Eagles de Philadelphie    | 10–6  | Victoire lors du tour de Wild Card (@ Saints) 36–20 Défaite lors du tour de division (@ Cowboys) 10–34 |
| 1992                 | Redskins de Washington    | 09–7  | Victoire lors du tour de Wild Card(@ Vikings) 24–7 Défaite lors du tour de division (@ 49ers) 13–20 |
| 1993                 | Giants de New York        | 11–5  | Victoire lors du tour de Wild Card (Vikings) 17–10 Défaite lors du tour de division (@ 49ers) 3–44 |
| 1995                 | Eagles de Philadelphie    | 10–6  | Victoire lors du tour de Wild Card (Lions) 58–37 Défaite lors du tour de division (@ Cowboys) 11–30 |
| 1996                 | Eagles de Philadelphie    | 10–6  | Défaite lors du tour de Wild Card (@ 49ers) 0–14 |
| 1998                 | Cardinals de l'Arizona    | 09–7  | Victoire lors du tour de Wild Card (@ Cowboys) 20–7 Défaite lors du tour de division (@ Vikings) 21–41 |
| 1999                 | Cowboys de Dallas         | 08–8  | Défaite lors du tour de Wild Card (@ Vikings) 10–27 |
| 2000                 | Eagles de Philadelphie    | 11–5  | Victoire lors du tour de Wild Card (Buccaneers) 21–3 Défaite lors du tour de division (@ Giants) 10–20 |
| NFC East (4 équipes) |                           |       | |
| 2002                 | Giants de New York        | 10–6  | Défaite lors du tour de Wild Card (@ 49ers) 38–39 |
| 2003                 | Cowboys de Dallas         | 10–6  | Défaite lors du tour de Wild Card (@ Panthers) 10–29 |
| 2005                 | Redskins de Washington    | 10–6  | Victoire lors du tour de Wild Card (@ Buccaneers) 17–10 Défaite lors du tour de division (@ Seahawks) 10–20 |
| 2006                 | Cowboys de Dallas'        | 09–7  | Défaite lors du tour de Wild Card (@ Seahawks) 20–21 |
| 2006                 | Giants de New York        | 08–8  | Défaite lors du tour de Wild Card (@ Eagles) 20–23 |
| 2007                 | Giants de New York        | 10–6  | Victoire lors du tour de Wild Card (@ Buccaneers) 24–14 Victoire lors du tour de division (@ Cowboys) 21–17 Victoire en finale de conférence NFC (@ Packers) 23–20 (OT) Victoire Super Bowl XLII (Patriots) 17–14 |
| 2007                 | Redskins de Washington    | 09–7  | Défaite lors du tour de Wild Card (@ Seahawks) 14–35 |
| 2008                 | Eagles de Philadelphie    | 9–6–1 | Victoire lors du tour de Wild Card (@ Vikings) 26–14 Victoire lors du tour de division (@ Giants) 23–11 Défaite en finale de conférence NFC (@ Cardinals) 25–32                                                   |
| 2009                 | Eagles de Philadelphie    | 11–5  | Défaite lors du tour de Wild Card (@ Cowboys) 14–34 |
| 2016                 | Giants de New York        | 11–5  | Défaite lors du tour de Wild Card (@ Packers) 13–38 |
| 2018                 | Eagles de Philadelphie    | 09–7  | Victoire lors du tour de Wild Card (@ Bears) 16–15 Défaite lors du tour de division (@ Saints) 14–20 |
| 2021                 | Eagles de Philadelphie    | 09–8  | Défaite lors du tour de Wild Card (@ Buccaneers) 15–31 |
| 2022                 | Cowboys de Dallas         | 12–5  | Victoire lors du tour de wild card (@ Buccaneers) 31-14 Défaite lors du tour de division (@ 49ers) 12-19 |
| 2022                 | Giants de New York        | 9–7–1 | Victoire lors du tour de wild card (@ Vikings) 31-24 Défaite lors du tour de division (@ Eagles) 7-38 |
| 2023                 | Eagles de Philadelphie    | 11–6  | Défaite lors du tour de Wild Card (@ Buccaneers) 9–32 |
| 2024                 | Commanders de Washinghton | 12-5  | Victoire lors du tour de Wild Card (@ Buccaneers) 23-20 Victoire lors du tour de division (@ Lions) 45-31 Défaite en finale de conférence NFC (@ Eagles) 23-55                                                    |

## Statistiques par franchise
| Franchise                                        | Titres Division | Série éliminatoire | Super Bowl  | Super Bowl |
| ------------------------------------------------ | --------------- | ------------------ | ----------- | ---------- |
| Franchise                                        | Titres Division | Série éliminatoire | Apparitions | Victoires  |
| Cowboys de Dallas                                | 25              | 34                 | 8           | 5          |
| Eagles de Philadelphie                           | 13              | 24                 | 5           | 2          |
| Redskins / Washington Football Team / Commanders | 9               | 19                 | 5           | 3          |
| Giants de New York                               | 08              | 16                 | 5           | 4          |
| Cardinals de l'Arizona1                          | 02              | 04                 | 0           | 0          |

1 Les statistiques des Cardinals ne reflètent que les résultats obtenus lorsqu'ils étaient membre de la Division NFC East, donc avant qu'ils ne rejoignent la Division NFC West en 2001.
| NFC East | Titres Division | Série éliminatoire | Super Bowl  | Super Bowl |
| -------- | --------------- | ------------------ | ----------- | ---------- |
| NFC East | Titres Division | Série éliminatoire | Apparitions | Victoires  |
| Totaux   | 55              | 96                 | 23          | 14         |

## Résultats saison par saison
Légende :
- Vainqueur du Super Bowl
- Vainqueur de la finale de conférence NFC
- Qualifié pour les séries éliminatoires

| Saison | Bilan des équipes        | Bilan des équipes        | Bilan des équipes         | Bilan des équipes          | Bilan des équipes     |
| --- | ------------------------ | ------------------------ | ------------------------- | -------------------------- | --------------------- |
| Saison | 1er                      | 2                        | 3                         | 4                          | 5                     |
| NFL Capitol |                          |                          |                           |                            |                       |
| 1967 : La Division Capitol est à l'origine composée de quatre équipes : les Saints de La Nouvelle-Orléans avec les Cowboys de Dallas, les Eagles de Philadelphie et les Redskins de Washington. |                          |                          |                           |                            |                       |
| 1967 | Dallas (9–5)             | Philadelphie (6–7–1)     | Washington (5–6–3)        | La Nouvelle-Orléans (3–11) |                       |
| 1968 : Les Giants de New York rejoignent la Division en provenance de la division Century tandis que les Saints quittent la NFC Capitol pour la division Century.                               |                          |                          |                           |                            |                       |
| 1968 | Dallas (12–2)            | N.Y. Giants (7–7)        | Washington (5–9)          | Philadelphie (2–12)        |                       |
| 1969 : Les Saints reviennent en NFC Capitol et les Giants retournent en division Century. |                          |                          |                           |                            |                       |
| 1969 | Dallas (11–2–1)          | Washington (7–5–2)       | La Nouvelle-Orléans (5–9) | Philadelphie (4–9–1)       |                       |
| NFC East |                          |                          |                           |                            |                       |
| 1970 : Les Giants et les Cardinals de Saint Louis rejoignent la NFC East en provenance de la Century Division. Les Saints rejoignent la NFC West.                                               |                          |                          |                           |                            |                       |
| 1970 | Dallas (10–4)            | N.Y. Giants (9–5)        | St. Louis (8–5–1)         | Washington (6–8)           | Philadelphie (3–10–1) |
| 1971 | Dallas (11–3)            | Washington (9–4–1)       | Philadelphie (6–7–1)      | St. Louis (4–9–1)          | N.Y. Giants (4–10)    |
| 1972 | Washington (11–3)        | Dallas (10–4)            | N.Y. Giants (8–6)         | St. Louis (4–9–1)          | Philadelphie (2–11–1) |
| 1973 | Dallas (10–4)            | Washington (10–4)        | Philadelphie (5–8–1)      | St. Louis (4–9–1)          | N.Y. Giants (2–11–1)  |
| 1974 | St. Louis (10–4)         | Washington (10–4)        | Dallas (8–6)              | Philadelphie (7–7)         | N.Y. Giants (2–12)    |
| 1975 | (3) St. Louis (11–3)     | (4) Dallas (10–4)        | Washington (8–6)          | N.Y. Giants (5–9)          | Philadelphie (4–10)   |
| 1976 | (2) Dallas (11–3)        | (4) Washington (10–4)    | St. Louis (10–4)          | Philadelphie (4–10)        | N.Y. Giants (3–11)    |
| 1977 | (1) Dallas (12–2)        | Washington (9–5)         | St. Louis (7–7)           | Philadelphie (5–9)         | N.Y. Giants (5–9)     |
| 1978 | (2) Dallas (12–4)        | (5) Philadelphie (9–7)   | Washington (8–8)          | St. Louis (6–10)           | N.Y. Giants (6–10)    |
| 1979 | (1) Dallas (11–5)        | (4) Philadelphie (11–5)  | Washington (10–6)         | N.Y. Giants (6–10)         | St. Louis (5–11)      |
| 1980 | (2) Philadelphie (12–4)  | (4) Dallas (12–4)        | Washington (6–10)         | St. Louis (5–11)           | N.Y. Giants (4–12)    |
| 1981 | (2) Dallas (12–4)        | (4) Philadelphie (10–6)  | (5) N.Y. Giants (9–7)     | Washington (8–8)           | St. Louis (7–9)       |
| 1982 ^ | (1) Washington (8–1)     | (2) Dallas (6–3)         | (6) St. Louis (5–4)       | N.Y. Giants (4–5)          | Philadelphie (3–6)    |
| 1983 | (1) Washington (14–2)    | (4) Dallas (12–4)        | St. Louis (8–7–1)         | Philadelphie (5–11)        | N.Y. Giants (3–12–1)  |
| 1984 | (2) Washington (11–5)    | (5) N.Y. Giants (9–7)    | St. Louis (9–7)           | Dallas (9–7)               | Philadelphie (6–9–1)  |
| 1985 | (3) Dallas (10–6)        | (4) N.Y. Giants (10–6)   | Washington (10–6)         | Philadelphie (7–9)         | St. Louis (5–11)      |
| 1986 | (1) N.Y. Giants (14–2)   | (4) Washington (12–4)    | Dallas (7–9)              | Philadelphie (5–10–1)      | St. Louis (4–11–1)    |
| 1987 | (3) Washington (11–4)    | Dallas (7–8)             | St. Louis (7–8)           | Philadelphie (7–8)         | N.Y. Giants (6–9)     |
| 1988 : Les Cardinals de Saint Louis se relocalisent et deviennent les Cardinals de Phoenix. |                          |                          |                           |                            |                       |
| 1988 | (3) Philadelphie (10–6)  | N.Y. Giants (10–6)       | Washington (7–9)          | Phoenix (7–9)              | Dallas (3–13)         |
| 1989 | (2) N.Y. Giants (12–4)   | (4) Philadelphie (11–5)  | Washington (10–6)         | Phoenix (5–11)             | Dallas (1–15)         |
| 1990 | (2) N.Y. Giants (13–3)   | (4) Philadelphie (10–6)  | (5) Washington (10–6)     | Dallas (7–9)               | Phoenix (5–11)        |
| 1991 | (1) Washington (14–2)    | (5) Dallas (11–5)        | Philadelphie (10–6)       | N.Y. Giants (8–8)          | Phoenix (4–12)        |
| 1992 | (2) Dallas (13–3)        | (5) Philadelphie (11–5)  | (6) Washington (9–7)      | N.Y. Giants (6–10)         | Phoenix (4–12)        |
| 1993 | (1) Dallas (12–4)        | (4) N.Y. Giants (11–5)   | Philadelphie (8–8)        | Phoenix (7–9)              | Washington (4–12)     |
| 1994 : Les Cardinals de Phoenix sont renommés les Cardinals de l'Arizona. |                          |                          |                           |                            |                       |
| 1994 | (2) Dallas (12–4)        | N.Y. Giants (9–7)        | Arizona (8–8)             | Philadelphie (7–9)         | Washington (3–13)     |
| 1995 | (1) Dallas (12–4)        | (4) Philadelphie (10–6)  | Washington (6–10)         | N.Y. Giants (5–11)         | Arizona (4–12)        |
| 1996 | (3) Dallas (10–6)        | (5) Philadelphie (10–6)  | Washington (9–7)          | Arizona (7–9)              | N.Y. Giants (6–10)    |
| 1997 | (3) N.Y. Giants (10–5–1) | Washington (8–7–1)       | Philadelphie (6–9–1)      | Dallas (6–10)              | Arizona (4–12)        |
| 1998 | (3) Dallas (10–6)        | (6) Arizona (9–7)        | N.Y. Giants (8–8)         | Washington (6–10)          | Philadelphie (3–13)   |
| 1999 | (3) Washington (10–6)    | (5) Dallas (8–8)         | N.Y. Giants (7–9)         | Arizona (6–10)             | Philadelphie (5–11)   |
| 2000 | (1) N.Y. Giants (12–4)   | (4) Philadelphie (11–5)  | Washington (8–8)          | Dallas (5–11)              | Arizona (3–13)        |
| 2001 | (3) Philadelphie (11–5)  | Washington (8–8)         | N.Y. Giants (7–9)         | Arizona (7–9)              | Dallas (5–11)         |
| 2002 : Les Cardinals rejoignent la NFC West. |                          |                          |                           |                            |                       |
| 2002 | (1) Philadelphia (12–4)  | (5) N.Y. Giants (10–6)   | Washington (7–9)          | Dallas (5–11)              |                       |
| 2003 | (1) Philadelphie (12–4)  | (6) Dallas (10–6)        | Washington (5–11)         | N.Y. Giants (4–12)         |                       |
| 2004 | (1) Philadelphia (13–3)  | N.Y. Giants (6–10)       | Dallas (6–10)             | Washington (6–10)          |                       |
| 2005 | (4) N.Y. Giants (11–5)   | (6) Washington (10–6)    | Dallas (9–7)              | Philadelphie (6–10)        |                       |
| 2006 | (3) Philadelphia (10–6)  | (5) Dallas (9–7)         | (6) N.Y. Giants (8–8)     | Washington (5–11)          |                       |
| 2007 | (1) Dallas (13–3)        | (5) N.Y. Giants (10–6)   | (6) Washington (9–7)      | Philadelphie (8–8)         |                       |
| 2008 | (1) N.Y. Giants (12–4)   | (6) Philadelphie (9–6–1) | Dallas (9–7)              | Washington (8–8)           |                       |
| 2009 | (3) Dallas (11–5)        | (6) Philadelphie (11–5)  | N.Y. Giants (8–8)         | Washington (4–12)          |                       |
| 2010 | (3) Philadelphie (10–6)  | N.Y. Giants (10–6)       | Dallas (6–10)             | Washington (6–10)          |                       |
| 2011 | (4) N.Y. Giants (9–7)    | Philadelphie (8–8)       | Dallas (8–8)              | Washington (5–11)          |                       |
| 2012 | (4) Washington (10–6)    | N.Y. Giants (9–7)        | Dallas (8–8)              | Philadelphie (4–12)        |                       |
| 2013 | (3) Philadelphie (10–6)  | Dallas (8–8)             | N.Y. Giants (7–9)         | Washington (3–13)          |                       |
| 2014 | (3) Dallas (12–4)        | Philadelphie (10–6)      | N.Y. Giants (6–10)        | Washington (4–12)          |                       |
| 2015 | (4) Washington (9–7)     | Philadelphie (7–9)       | N.Y. Giants (6–10)        | Dallas (4–12)              |                       |
| 2016 | (1) Dallas (13–3)        | (5) N.Y. Giants (11–5)   | Washington (8–7–1)        | Philadelphie (7–9)         |                       |
| 2017 | (1) Philadelphie (13–3)  | Dallas (9–7)             | Washington (7–9)          | N.Y. Giants (3–13)         |                       |
| 2018 | (4) Dallas (10–6)        | (6) Philadelphie (9–7)   | Washington (7–9)          | N.Y. Giants (5–11)         |                       |
| 2019 | (4) Philadelphie (9–7)   | Dallas (8–8)             | N.Y. Giants (4–12)        | Washington (3–13)          |                       |
| 2020 : Les Redskins sont renommés Washington Football Team. |                          |                          |                           |                            |                       |
| 2020 | (4) Washington (7–9)     | N.Y. Giants (6–10)       | Dallas (6–10)             | Philadelphie (4–11–1)      |                       |
| 2021 | (3) Dallas (12–5)        | (7) Philadelphie (9–8)   | Washington (7–10)         | N.Y. Giants (4–13)         |                       |
| 2022 : La Washington Football Team est renommée Commanders de Washington |                          |                          |                           |                            |                       |
| 2022 | (1) Philadelphie (14–3)  | (5) Dallas (12–5)        | (6) New York (9–7–1)      | Washington (8–8–1)         |                       |
| 2023 | (2) Dallas (12–5)        | (5) Philadelphie (11–6)  | New York (6–11)           | Washington (4–13)          |                       |
| 2024 | (2) Philadelphie (14-3)  | (6) Washington (12-5)    | Dallas (7-10)             | New York (3-14)            |                       |